# Contea di Decatur (Iowa)
La contea di Decatur (in inglese Decatur County) è una contea dello Stato dell'Iowa, negli Stati Uniti. La popolazione al censimento del 2000 era di 8 689 abitanti. Il capoluogo di contea è Leon.